# مبدأ ريغان

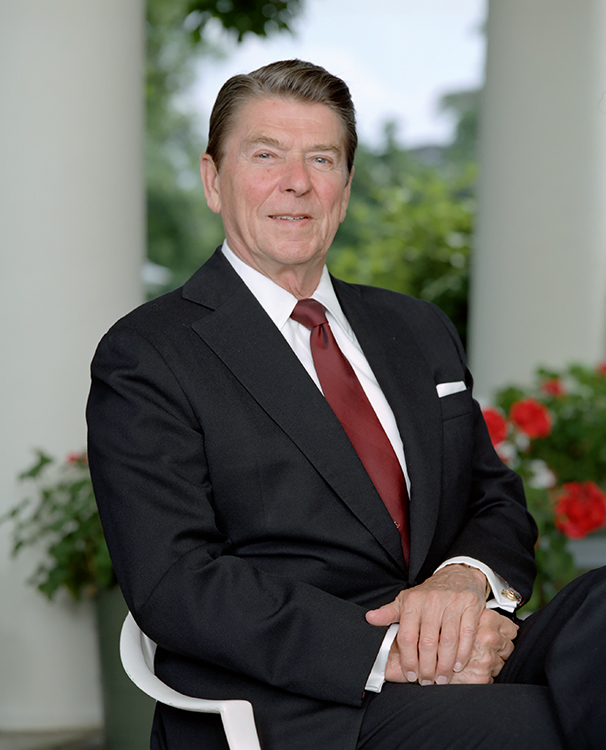
رئيس الولايات المتحدة رونالد ريغان

ذكر الرئيس السابق للولايات المتحدة رونالد ريغان مبدأه السياسي في خطاب حالة الاتحاد بتاريخ السادس من فبراير عام 1985 قائلًا: «يجب ألا نخون ثقة من يخاطرون بحياتهم –على كل قارة من أفغانستان حتى نيكاراغوا- لمواجهة العدوان المدعوم سوفييتيًا ويجب أن نصون الحقوق التي لطالما كانت لنا منذ الولادة». كان هذا المبدأ إستراتيجية طبقتها إدارة ريغان للتغلب على التأثير العالمي للاتحاد السوفيتي في أواخر الحرب الباردة. لخص المبدأ السياسة الخارجية للولايات المتحدة منذ أوائل الثمانينيات من القرن العشرين حتى نهاية الحرب الباردة عام 1991.
بناء على مبدأ ريغان، قدمت الولايات المتحدة مساعدات سرية وصريحة للمجموعات المسلحة وحركات المقاومة المعادية للشيوعية في خطوة للإطاحة الحكومات الموالية للشيوعية المدعومة سوفييتيًا في أفريقيا وآسيا وأمريكا الجنوبية. صُمم هذا المبدأ للقضاء على النفوذ السوفيتي في هذه المناطق كجزء من إستراتيجية إدارة ريغان العامة للانتصار في الحرب الباردة.

## خلفية
استمر ريغان في سلوك التقليد الشائع لرؤساء الولايات المتحدة في إعداد «مبادئ» خاصة بالسياسة الخارجية، والتي كانت مصممة للتطرق إلى التحديات المواجهة للعلاقات الدولية، وتطرح حلولًا لمشاكل السياسة الخارجية. بدأ هذا التقليد بالرئيس جيمس مونرو الذي أعلن عن مبدأه السياسي عام 1823، وتابعه الرئيس ثيودور روزفلت من خلال الإعلان عن نتيجة روزفلت المعروفة أيضًا باسم مبدأ روزفلت عام 1904.
بدأ تقليد إعلان رؤساء الولايات المتحدة عن مبادئهم السياسية في الفترة ما بعد الحرب العالمية الثانية بمبدأ ترومان عام 1947، والذي قدمت الولايات المتحدة بموجبه دعمًا لحكومتي اليونان وتركيا كجزء من إستراتيجية خاصة بالحرب الباردة لإبقاء الدولتين خارج نطاق نفوذ الاتحاد السوفيتي. تلاه مبدأ أيزنهاور ومبدأ كينيدي ومبدأ جونسون ومبدأ نيكسون ومبدأ كارتر، والتي حددت جميعًا المقاربات المتعلقة بالسياسة الخارجية التي سيتبعها هؤلاء الرؤساء تجاه التحديات العالمية الكبرى التي تواجه فتراتهم الرئاسية.

## الأصول

### إدارة كارتر وأفغانستان
أتى عنصر واحد على الأقل من مبدأ ريغان قبل وصوله إلى الرئاسة. في أفغانستان، بدأت إدارة كارتر بتقديم مساعدات عسكرية خفية إلى المجاهدين في أفغانستان في مجهود هادف إلى طرد السوفييت من البلاد، أو على الأقل رفع التكاليف العسكرية والسياسية للاحتلال السوفيتي لأفغانستان. اقتُرحت سياسة مساعدة المجاهدين ضد الاحتلال السوفيتي في السابق من قبل زبغنيو بريجينسكي مستشار الأمن القومي للرئيس جيمي كارتر وطبقتها الهيئات الأمنية للولايات المتحدة. حصلت هذه السياسة على دعم سياسي ثنائي الأحزاب.
كان عضو الكونغرس من الحزب الديمقراطي تشارلي ويلسون مهتمًا بالقضية الأفغانية، وتمكن من استغلال نفوذه على لجان المخصصات المالية التابعة للمجلس بهدف تشجيع بقية أعضاء الكونغرس الديمقراطيين على التصويت لتمويل مهمة وكالة المخابرات المركزية (سي آي إيه) في أفغانستان، وذلك بموافقة ضمنية من المتحدث باسم مجلس النواب تيب أونيل، حتى مع انتقاد الحزب الديمقراطي لريغان على حربه الاستخباراتية السرية في أمريكا الوسطى. كانت شبكة معقدة من العلاقات وصفها جورج كريل الثالث في كتابه حرب تشارلي ويلسون.

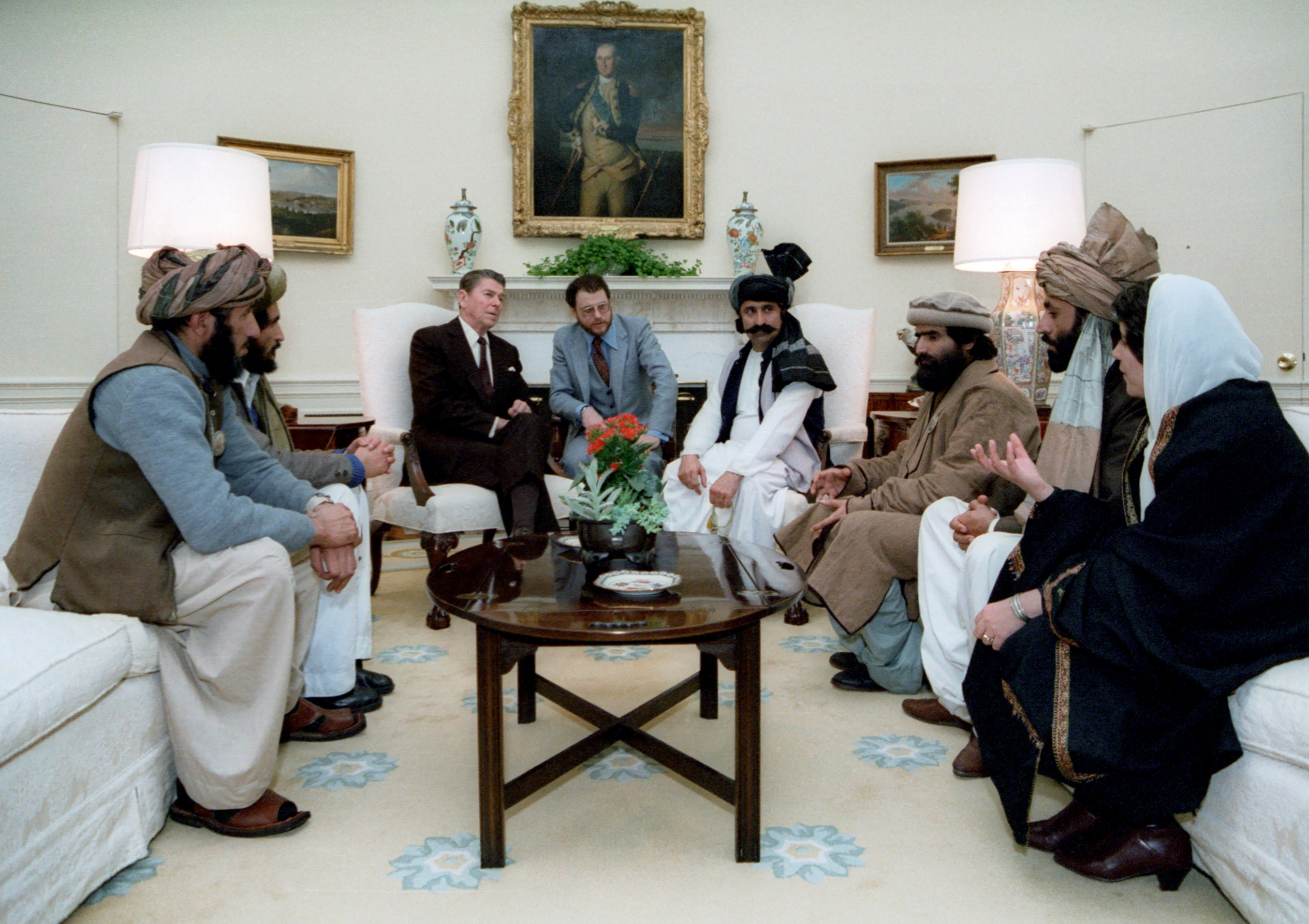
لقاء الرئيس ريغان بزعماء المجاهدين الأفغان في المكتب البيضاوي عام 1983

تعاون ويلسون مع مدير وكالة المخابرات المركزية غوستاف أفراكوتوس لتشكيل فريق من عشرات العملاء السريين الذين رفعوا دعم المجاهدين، بتمريره عبر وكالة الاستخبارات الباكستانية بإدارة محمد ضياء الحق. تمكن أفراكوتوس وويلسون من اكتساب ود قادة عدد من الدول المعادية للسوفييت مثل مصر والمملكة العربية السعودية وإسرائيل والصين لزيادة دعم المتمردين. عين أفراكوتوس ميخائيل جي. فيكرز، وهو قائد مجموعة عسكرية رديفة شاب لدعم فرص الميليشيات المقاتلة من خلال تحسين التكتيكات القتالية والأسلحة والدعم اللوجستي والتدريب للمجاهدين. دفع المسؤول في البنتاغون مايكل بيلزبري وفنسنت كانيسترارو بوكالة المخابرات المركزية لتقديم صواريخ ستينغر إلى المتمردين. يعزي الكثيرون الفضل لبرنامج الرئيس ريغان السري في تسهيل إنهاء الاحتلال السوفيتي لأفغانستان.

## الأصل والداعمون
مع وصول إدارة ريغان إلى الحكم، رأت مؤسسة (ذا هيريتيج) وعدد من مجمعات التفكير المحافظة المتخصصة بالسياسة الخارجية فرصة سياسية لتوسيع نطاق سياسة كارتر في أفغانستان بشكل كبير لتتحول إلى «مبدأ» أكثر عالمية، بما يشمل دعم الولايات المتحدة لحركات المقاومة المعادية للشيوعية في الدول الموالية للاتحاد السوفيتي في أفريقيا وآسيا وأمريكا اللاتينية. وفقًا للمحللين السياسيين توماس بودنهايمر وروبرت غولد، «كانت مؤسسة ذا هيريتيج هي المسؤولة عن تحويل النظرية إلى سياسة واضحة. استهدفت المؤسسة تسعة دول لإسقاط أنظمتها: أفغانستان وأنغولا وكمبوديا وإثيوبيا وإيران ولاوس وليبيا ونيكاراغوا وفيتنام».
خلال ثمانينيات القرن العشرين، زار خبير مؤسسة ذا هيريتيج لشؤون السياسة الخارجية المتعلقة بدول العالم الثالث مايكل جونز، الذي كان أكثر مسؤولي المؤسسة دعمًا لمبدأ ريغان، حركات المقاومة في أنغولا وكمبوديا ونيكاراغوا وعدد من الدول المدعومة سوفييتيًا وحث إدارة ريغان على البدء بالدعم السياسي والعسكري لهذه المجموعات أو توسيعه إن كان موجودًا. عبر خبراء السياسة الخارجية في المؤسسة عن دعمهم لمبدأ ريغان في اثنين من كتب تفويض القيادة الخاصة بهم، والتي قدمت استشارات سياسية مفصلة لمسؤولي إدارة ريغان.
كانت نتيجة ذلك بخلاف ما حصل في أفغانستان، إذ طُبق مبدأ ريغان بسرعة في أنغولا ونيكاراغوا، مع تقديم الولايات المتحدة دعمًا عسكريًا لحركة يونيتا في أنغولا ومقاتلي «كونترا» في نيكاراغوا دون إعلان الحرب على أي من البلدين. مخاطبًا مؤسسة هيريتيج في أكتوبر عام 1989، وصف زعيم حركة يونيتا جوناس سافيمبي جهود المؤسسة بأنها «مصدر لدعم هائل. لن ينسى أي أنغولي جهودكم. أتيتم إلى جامبا، ونقلتم رسالتنا إلى الكونغرس وإلى إدارتكم». بدأ دعم الولايات المتحدة لحركة يونيتا بالتدفق علنًا بعد أن نقض الكونغرس تعديل كلارك الدستوري، وهو مرسوم تشريعي قديم يحظر تقديم المساعدة العسكرية لحركة يونيتا.
بعد هذه الانتصارات، حث جونز ومؤسسة هيريتيج على توسيع تطبيق مبدأ ريغان ليشمل إثيوبيا، حيث قدموا حجة مفادها أن المجاعة في البلاد ناتجة عن السياسات العسكرية والزراعية لحكومة منغستو هيلا مريام المدعومة سوفييتيًا. ذكر جونز وهيريتيج أن قرار منغستو بالموافقة على وجود القوة البحرية والجوية السوفيتية في مرافئ إريتريا على البحر الأحمر يمثل تحديًا استراتيجيًا للمصالح الأمنية للولايات المتحدة في الشرق الأوسط وشمال أفريقيا.
سعت مؤسسة ذا هيريتيج وإدارة ريغان أيضًا لتطبيق مبدأ ريغان في كمبوديا. تكونت كبرى حركات المقاومة المعادية للحكومة الشيوعية في كمبوديا بمعظمها من أعضاء نظام الخمير الحمر، والذين امتلكوا أحد أسوأ سجلات انتهاك حقوق الإنسان في القرن العشرين. نتيجة ذلك، قرر ريغان توفير الدعم لحركة مقاومة كمبودية أصغر منها، وهي تحالف مدعو باسم جبهة التحرير الوطنية لشعب الخمير بقيادة الزعيم سون سان، وذلك في مجهود هادف إلى إجبار قوات الاحتلال الفيتنامي على الانسحاب من البلاد.
في حين تمتع مبدأ ريغان بدعم كبير من مؤسسة ذا هيريتيج ومعهد المشروع الأمريكي لأبحاث السياسة العامة، اعترض معهد كاتو ذو التوجه الليبرتاري على مبدأ ريغان، مقدمًا عام 1986 حجة مفادها أن «معظم صراعات العالم الثالث تحدث في ساحات معركة وتشمل قضايا بعيدة كل البعد عن الأهداف الأمريكية الأمنية المشروعة. يزيد تدخل الولايات المتحدة في هذه الصراعات من التزامات الجمهورية الكبيرة أصلًا بدون تحقيق مكتسبات مستقبلية مهمة. بدلًا من استنزاف الموارد العسكرية والمالية للاتحاد السوفيتي، ينتهي الأمر بنا بهدر مواردنا».
لكن معهد كاتو بنفسه اعترف بأن مبدأ ريغان قد «أشعل حماس الحركة المحافظة في الولايات المتحدة كما لم تفعل أية قضية سياسية خارجية منذ عقود». في حين اعترض على مبدأ ريغان كسياسة حكومية رسمية، حث كاتو الكونغرس بدلًا من ذلك على إزالة الحواجز السياسية التي تمنع المنظمات الخاصة والمواطنين من دعم حركات المقاومة تلك».